# NGC 4448

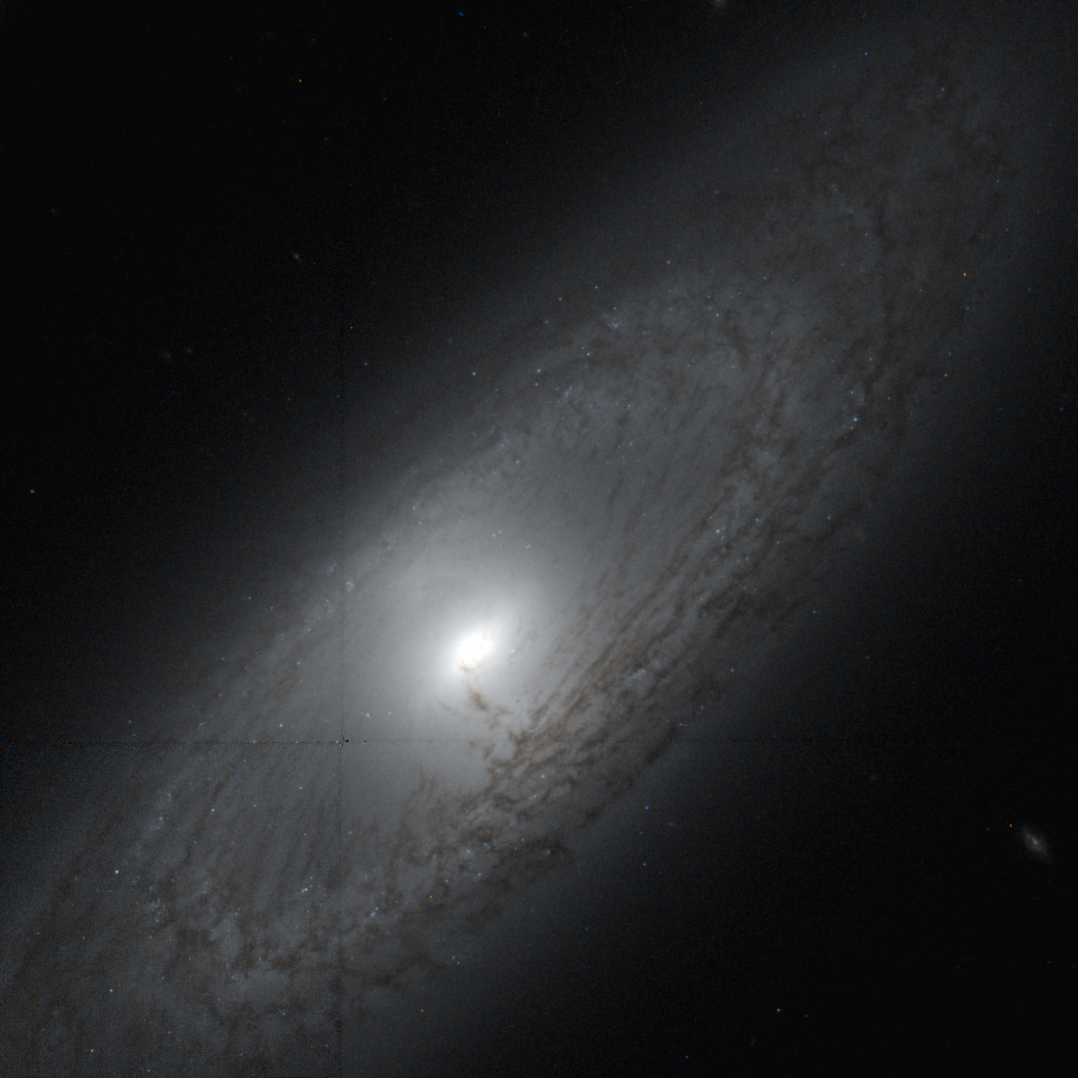
NGC 4448 par le télescope spatial Hubble.

NGC 4448 est une galaxie spirale barrée relativement rapprochée et située dans la constellation de la Chevelure de Bérénice. NGC 4448 a été découverte par l'astronome germano-britannique William Herschel en 1785.

## Caractéristiques
La classe de luminosité de NGC 4448 est I-II et elle présente une large raie HI. Elle renferme également des régions d'hydrogène ionisé.

### Distance
Sa vitesse par rapport au fond diffus cosmologique est de 942 ± 20 km/s, ce qui correspond à une distance de Hubble de 13,9 ± 1,0 Mpc (∼45,3 millions d'al).
À ce jour, neuf mesures non basées sur le décalage vers le rouge (redshift) donnent une distance de 22,567 ± 10,635 Mpc (∼73,6 millions d'al), ce qui est à l'intérieur des valeurs de la distance de Hubble. L'écart type très grand de ces mesures provient de quatre mesures qui sont inconsistantes avec les cinq autres. La moyenne de ces cinq mesures est cependant fort semblable, soit 23,2 ± 0,9 Mpc (∼75,7 millions d'al). Cette galaxie, comme plusieurs de l'amas de la Vierge, est relativement rapprochée du Groupe local et on obtient souvent une distance de Hubble très différente en raison de leur mouvement propre dans le groupe où dans l'amas où elles sont situées. La distance de 23.2 Mpc est peut-être plus près de la réalité. Selon ces mesures, NGC 4448 se dirige vers le centre de l'amas en direction de la Voie lactée. Notons que c'est avec la valeur moyenne des mesures indépendantes, lorsqu'elles existent, que la base de données NASA/IPAC calcule le diamètre d'une galaxie.

## Morphologie
NGC 4448 a été utilisée par Gérard de Vaucouleurs comme une galaxie de type morphologique (R)SB(r)ab dans son atlas des galaxies,. 
Eskridge, Frogel et Pogge ont publié un article en 2002 décrivant la morphologie de 205 galaxies spirales ou lenticulaires rapprochées. Les observations ont été réalisées dans la bande H de l'infrarouge et dans la bande B (le bleu). Selon Eskridge et ses collègues, NGC 4448 est de type SAB(r)a dans la bande B et  SB(r)a dans la bande H. Le bulbe de NGC 4448 est très elliptique et il est enfilé par une barre proéminente quasi perpendiculaire à son grand axe. Ce grand axe est orienté presque de l'est à l'ouest. Cette galaxie présente un motif spiralé à deux bras qui commencent aux extrémités de la barre. Les bras sont très étroitement enroulés et ils forment un anneau interne complete. On voit cette galaxie presque par la tranche et elle présente des bandes de poussière du côté nord. Les deux bras bifurquent après seulement ~30°. Ce sont les parties internes de forte brillance de surface qui forment le pseudo-anneau. Les bras extérieurs ont une brillance de surface plus faible, mais on peut les voir sur ~180° avant qu'ils ne s'estoment.  

### Un disque entourant le noyau
Grâce aux observations du télescope spatial Hubble, on a détecté un disque de formation d'étoiles autour du noyau de NGC 4448. La taille angulaire de son demi-grand axe est de 1,4 seconde d'arc ce qui correspond à 80 pc (~260 années-lumière) à la distance estimée de cette galaxie.

## Groupe de NGC 4725
Selon un article publié par Abraham Mahtessian en 1998, NGC 4448 fait partie d'un groupe de galaxies qui compte au moins 16 membres, le groupe de NGC 4725, la galaxie la plus brillante du groupe. Les autres galaxies de ce groupe sont NGC 4245, NGC 4251, NGC 4274, NGC 4278, NGC 4283, NGC 4308, NGC 4310, NGC 4314, NGC 4393, NGC 4494, NGC 4559, NGC 4565, NGC 4670, NGC 4725 et NGC 4747.
D'autre part, les galaxies NGC 4245, NGC 4251, NGC 4274, NGC 4278, NGC 4283, NGC 4310 et NGC 4314 font partie d'une autre groupe décrit par A.M. Garcia dans un article publié en 1993, le groupe de NGC 4274.
Trois autres galaxies du groupe NGC 4725 de Mahtessian se retrouvent aussi dans deux autres groupes de Garcia : NGC 4308 dans le groupe de NGC 4631 ainsi que NGC 4494 et NGC 4565 dans le groupe de NGC 4565. Les frontières entre les groupes ne sont pas clairement établies et dépendent des critères de proximité utilisés par les auteurs.